# Кілеватий вуж
Кілеватий вуж (Atretium) — рід неотруйних змій родини Вужеві. Має 2 види.

## Опис
Загальна довжина представників цього роду коливається від 30 до 87 см. Голова невелика, морда закруглена. Очі середнього розміру з круглими зіницями. Тулуб стрункий із сильно кілеватою лускою, повернутою у напрям хвоста. Забарвлення спини оливкове, коричневе, сіре з різними відтінками. Черево має жовтий, помаранчевий, білий колір.

## Спосіб життя
Полюбляють низини, місцини біля водойм, мангрові ліси, сільськогосподарські угіддя. Добре лазять та гарно плавають. Активні вдень. Харчуються земноводними, ракоподібними, рибою, комахами.
Це яйцекладні змії. Самиці відкладають до 35 яєць.

## Розповсюдження
Мешкають в Індії, Непалі, південно-західному Китаї, на о.Шрі-Ланка.

## Види
- Atretium schistosum
- Atretium yunnanensis